# Prionus sejunctus
Prionus sejunctus là một loài bọ cánh cứng trong họ Cerambycidae.